# برتسو دی بدرو
برتسو دی بدرو (به ایتالیایی: Brezzo di Bedero) یک کومونه در ایتالیا است که در استان وارزه واقع شده‌است.

## خصوصیات
برتسو دی بدرو ۸٫۲ کیلومترمربع مساحت و ۹۸۴ نفر جمعیت دارد و ۳۵۲ متر بالاتر از سطح دریا واقع شده‌است.